# Euphanta munda
Euphanta munda är en insektsart som först beskrevs av Walker 1851.  Euphanta munda ingår i släktet Euphanta och familjen Flatidae. Inga underarter finns listade i Catalogue of Life.